# Louise de Coligny-Châtillon
Louise de Coligny-Châtillon, de son vrai nom Geneviève Marguerite Marie-Louise de Pillot de Coligny, née le 30 juillet 1881 à Vesoul et morte le 7 octobre 1963 à Genève (Suisse), est l'une des premières aviatrices françaises.
Elle fut de fin septembre 1914 à mi février 1915 l'objet de l'amour fou de Guillaume Apollinaire, que Marie Laurencin avait rejeté deux ans plus tôt, et lui a inspiré Poèmes à Lou. Les lettres qu'elle reçut de lui depuis le front témoignent intimement du mélange propre au poète d'une sensualité sadique, d'un émerveillement enfantin et d'un sens tragique du destin.

## Biographie
Née au 39, rue du Breuil à Vesoul en 1881, Louise de Coligny-Châtillon est l'unique enfant de Gonzague de Pillot de Coligny et de son épouse, Marguerite d'Amedor de Mollans. Elle est soumise à l'éducation sévère d'une mère très stricte. Élève de l'école des Dames de Saint-Maur à Vesoul, elle fréquente ensuite l'établissement des dominicaines de Dijon, après l'installation de sa famille dans cette ville.
Elle s'y marie le 7 mars 1904 avec le baron de Coudenhove. Ce mariage ne dure pas et le divorce du couple est prononcé le 11 mars 1912.

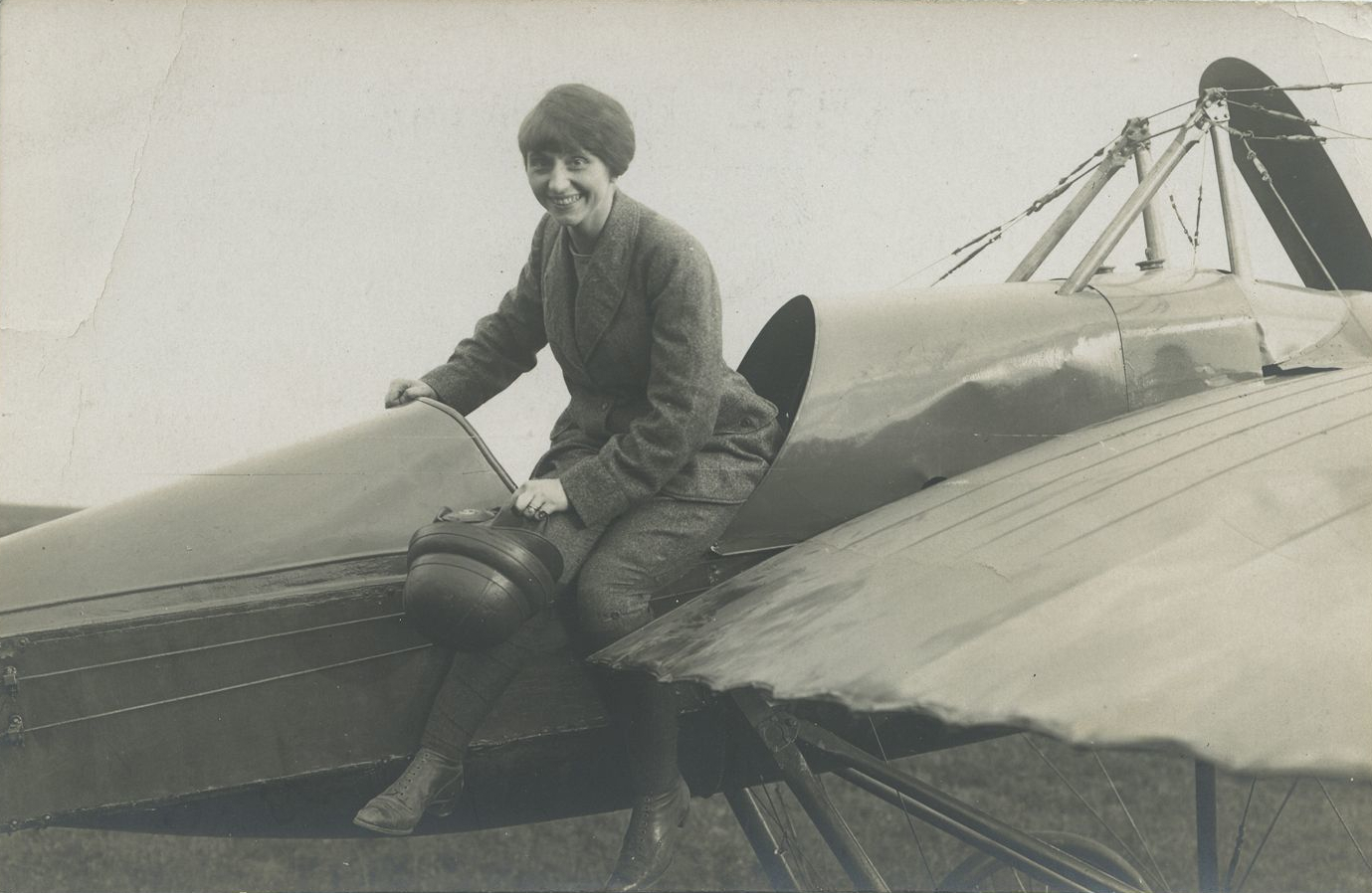
Louise de Coligny-Châtillon sur un avion Deperdussin, vers 1912.

Il est fait mention de la comtesse Louise de Pillot de Coligny dans les registres de l'École d'Aviation Deperdussin basée à Étampes aux côtés de Jeanne Herveux, Mlle Faïna et Mlle Vandersy. Ces quatre aviatrices après s'être entraînées à Pau arrivent à Étampes en 1912, année au cours de laquelle Louise de Coligny divorce.
Le décès de son père en 1913 est à l'origine d'un litige avec sa mère au sujet de l'héritage paternel, litige la laissant pratiquement sans ressource. Durant cette période difficile, elle peut cependant compter sur le soutien de son ami et amant Gustave Toutaint.
Un jour de septembre 1914, alors qu'elle loge chez sa cousine Edmée, dans la luxueuse villa Baratier de Saint-Jean-Cap-Ferrat, elle rencontre le poète Guillaume Apollinaire. L'écrivain tombe amoureux d'elle et ils entretiennent une courte liaison puis une correspondance enflammée en 1914, avant qu'il ne parte à la guerre. Ils rompent en 1915 mais entretiennent ensuite une correspondance quasiment quotidienne, Apollinaire étant parti au front en Champagne.
Jusqu'à l'été suivant, il espère la reconquérir. Devenu le fiancé de Madeleine Pagès, ses lettres se font dès lors plus rares et plus impersonnelles. La dernière, assez froide, est datée du 18 janvier 1916.
Leur correspondance amoureuse, telle que rédigée par Apollinaire, représente 220 lettres et 76 poèmes, souvent inclus dans les lettres. Seules quarante cinq lettres de Lou nous sont actuellement parvenues, qui  donnent un éclairage sur ce que fut leur relation.

Selon le témoignage de Lou recueilli par André Rouveyre, après la rupture, ils se revoient une seule fois place de l'Opéra à Paris : 

« Entrevue navrante pour tous deux. Une sorte de fuite intime de part et d'autre. Lui était d'ailleurs déjà très atteint, très émotif. Puis, se retrouver ainsi soudain auprès d'une femme qu'il avait si profondément aimée et qui l'avait déçu… Reproches, entretien assez pénible. Entretien écourté où ils se sont regardés avec tristesse, et avec l'impression qu'ils ne se reverraient plus. Ce qui devait être, en effet. »

Le décès de la mère de Louise, en 1919, met un terme au litige concernant son héritage. Louise est alors devenue la compagne du notaire Charles Cousin, de deux ans son cadet, qui meurt en 1926.
En 1947, elle fait publier chez l'éditeur suisse Pierre Cailler les 76 poèmes et bouts rimés extraits de la correspondance d'Apollinaire. Cet ouvrage, présenté sous le titre Ombre de mon Amour, titre imaginé par Apollinaire pour un futur recueil, fut vivement contesté par sa veuve Jacqueline et fut réédité plus tard sous le titre Poèmes à Lou.
L'édition en 1955 de la correspondance intégrale, toujours chez Pierre Cailler, entraîne la mise au pilon de la totalité du tirage, à l'exception de rares exemplaires hors commerce. En 1969, après les décès de toutes les personnes liées à cette histoire, Gaston Gallimard, qui avait déjà édité l'intégrale poétique d'Apollinaire dans la prestigieuse collection de La Pléiade en 1956 au prix de treize années d'efforts acharnés, publie enfin l'intégralité des Lettres à Lou. 
Lou meurt à Genève le 7 octobre 1963 et repose auprès de Charles Cousin à Paris au cimetière de Passy.

## Commentaires
André Rouveyre, ami d'Apollinaire qui la connaissait bien et lui était apparenté, la décrivait comme « spirituelle, dégagée, frivole, impétueuse, puérile, sensible, insaisissable, énervée, un peu éperdue en somme. » Et aussi : 

« Gracieuse et novice aventureuse, frivole et déchaînée, prodigue à la fois et avare de soi, imprudente et osée, et plutôt d'ailleurs pour la frime que pour l'enjeu. »

Pour Apollinaire, follement amoureux, elle était élégante et intrigante, « mutine et langoureuse à la fois » avec ses « grands et beaux yeux de biche. »

## Œuvre
- Louise de Coligny-Châtillon, dite Lou, Lettres à Guillaume Apollinaire, édition établie, présentée et annotée par Pierre Caizergues, Paris, Gallimard, coll. « Blanche », 2018, 128 p.  (ISBN 978-2-07-281873-8). Son oeuvre est née d'un amour fou pour Apollinaire, elle répondit à Guillaume Apollinaire qui, depuis les tranchées, lui envoyait des lettres (220 lettres) et des poèmes (76 poèmes) souvent inclus dans les lettres. Seules quarante cinq lettres de Lou nous sont actuellement parvenues, qui donnent un éclairage sur ce que fut leur relation.

## Au théâtre
En 1999, Jean Louis Trintignant et sa fille Marie Trintignant sont les interprètes d'un spectacle au théâtre qui retrace, à travers les poèmes d'Apollinaire à Louise de Coligny, cette histoire d'amour.

#### Articles
- Jean-Marie Dunoyer, « Le roman d'un amour fou, "Lettres à Lou" d'Apollinaire », Le Monde,‎ 20 décembre 1969 (lire en ligne)
- D. P., « Je pense à toi mon Lou », L'Express,‎ 6 décembre 2007 (lire en ligne)
- Emmanuel Hecht, « Apollinaire, un poète en guerre », L'Express,‎ 6 novembre 2009 (lire en ligne)